# バチカン・リラ
バチカン・リラ（イタリア語：lira vaticana）は1929年から2002年にかけて使用されていたバチカン市国の通貨。複数形はリレ (lire)。1⁄100の補助単位はチェンテジモ (centesimo)、複数形はチェンテジミ (centesimi)。

## 歴史
当時ローマの周辺まで狭められた教皇領では1866年から1870年にかけて独自のリラが使われていたが、その後廃止された。1929年、ラテラノ条約によりバチカン市国が樹立され、またその規定によりイタリア・リラと等価である独自のチェンテジモ、リラ硬貨が制定された。イタリアの硬貨と紙幣はバチカンにおいても法的効力を有していた。バチカンの硬貨はローマで鋳造され、イタリアやサンマリノにおいても法的効力を有していた。
2002年、イタリアのユーロ導入に伴いバチカンでもユーロへの切替が行われ、その時1ユーロ = 1936.27リラと設定された。バチカン・リラの代わりとして、バチカンでは独自のユーロ硬貨を鋳造している。

## 硬貨
1929年に5チェンテジミと10チェンテジミの銅貨、20チェンテジミ、50チェンテジミ、1リラ、2リレのニッケル貨、5リレ、10リレの銀貨が導入された。1939年、従来の銅貨は素材がアルミニウム青銅に変更され、また1940年にはニッケルに代わってステンレスが使われるようになった。1941年から1943年にかけて多くの額面の硬貨の鋳造量が削減され、1年で数千枚ほどに抑えられた。
1947年に新硬貨が導入され、1, 2, 5, 10リレのアルミニウム貨が鋳造されるようになったが、1951年にその寸法が小さくなった。1955年に50リレと100リレのステンレス貨が、1957年に20リレのアルミニウム青銅貨が、1958年には500リレ銀貨がそれぞれ導入された。1977年に1リラと2リレ硬貨が、1978年には5リレ硬貨の製造がそれぞれ停止された。一方で1978年には200リレのアルミニウム青銅貨が導入され、その後も1985年に500リレの、1997年には1000リレのバイメタル硬貨が導入された。